# Бук европейский в топонимике и геральдике
Названия растений в топонимике и геральдике часто позволяют получить дополнительную информацию о их распространении в прошлом, о существовавших ранее ландшафтах и преобладающих растительных группировках. В частности определение прошлой границы распространения бука европейского на территории Евразии можно судить по сохранившимся топонимам, связанным с буком.
В географических названиях можно выделить элементы как современные, так и средневековые, и более древние, а также возникшие в доисторические времена и дошедшие до нас часто в изменённом виде. К наиболее древним названиям относятся названия рек и чем больше их масштабы, тем древнее топонимы. В топонимах используются названия растений, наиболее часто встречавшихся в данной местности. С буком европейским связаны большей частью названия территорий, гор, городов, селений, так как бук, имея свойство образовывать леса и лесную зону, характеризует занимаемую им местность.
Деревья, в частности бук, изображаются на гербах тех местностей, где они используются в названиях и составляют основу так называемых «говорящих» гербов. К говорящим гербам относятся и фамильные гербы, изображение на которых служит расшифровкой фамилии наподобие ребуса. Вторая причина появления бука на гербах — придаваемая ему символика. Символика букового дерева в геральдике описывается так: «благородное терпение, чистый образ жизни и душевная удовлетворённость», что можно резюмировать как «мы рождены, чтобы страдать». Третья причина — значение, которое приписывалось лесным угодьям в экономике и общественном праве Средневековья, дошедшее до наших дней. Некоторые топонимы связаны с экземплярами буковых деревьев, являющимися местной достопримечательностью из-за их возраста или в связи с известными событиями.
Среди гербов с изображением бука европейского можно выделить гербы сообществ: коммун, районов, округов и т. д. К ним относятся также гербы городов и сёл. Гербы могут быть составными (например, коммун). Каждое поле такого герба представляет собой составную часть сообщества. Существуют фамильные гербы с изображением бука.
С именем бука связаны названия:
- Буковина — историческая область в Восточной Европе (занимает часть Украины и часть Румынии), на территории которой бук занимал когда-то обширные площади, и коммуна в Чехии; название происходит от славянского слова «бук».[4]
- Буковец — существует пять сёл с таким названием в Болгарии, четыре села на Украине; три села и гмина в Чехии; 24 населённых пункта и гмина, два озера и пруд, восемь возвышенностей и один пик, полуостров на берегу озера Езёрак (второй по величине остров на этом озере называется Великий Буковец) в Польше; один населённый пункт в Хорватии, в Словакии — гора, река, коммуна и три населённых пункта. Также в Польше есть сёла Буковец Опочненский (пол. Bukowiec Opoczyński) и Буковец над Пилицей (пол. Bukowiec nad Pilicą);
- Буковецкая Полонина (укр. Буковецька полонина) — плосковершинная возвышенность в Украинских Карпатах;

|                     |                 |
| Черновицкая область | Хотинский район |

- в Швейцарии существует более 700 географических названий, связанных с буком[5], среди них:
  - Бухтален (нем. Buchthalen) — район города Шаффхаузен[6];
  - Бухегберг (возвышенность) (нем. Bucheggberg) — лёссовая возвышенность на Швейцарском плато к юго-западу от города Золотурн;
  - Шёненбух — коммуна в кантоне Базель-Ланд[7];
  - Бух-ам-Ирхель[8], Хагенбух[9], Букс[10] — коммуны в кантоне Цюрих;
  - Энтлебух — коммуна в кантоне Люцерн[11];
  - Хорренбах-Бухен[12], Бухгольтерберг[13] — коммуна в кантоне Берн;
  - Буокс — коммуна в кантоне Нидвальден[14];
  - Белфаукс (нем. Belfaux) — коммуна в кантоне Фрибур[15];

|          |          |               |                 |                    |          |      |                |
| Бухтален | Шёненбух | Бух-ам-Ирхель | Хорренбах-Бухен | Белфаукс (до 2015) | Хагенбух | Букс | Бухгольтерберг |

- в Германии около 1500 названий связано с буком[16]:45:
  - Бухенвальд — знаменитый буковый лес южнее Брауншвайга, нем. Buchenwald — «буковый лес»;

- - в земле Баден-Вюртемберг[17]:
    - Бухенбах, Аммербух, Вайль-им-Шёнбух, Штайнхайм-ам-Альбух — коммуны;
    - Буххейм — район коммуны Марх;
    - Буох нем. Buoch — район коммуны Ремсхальден;
    - Бухен (Оденвальд), Вальденбух, Бад-Бухау — города;
    - Бюхиг (нем. Büchig (Stutensee)) — часть города Штутензее;
    - Райхенбух (нем. Reichenbuch) — район города Мосбах (город);
    - Зилленбух (нем. Sillenbuch) — округ города Штутгарт;

|          |          |                 |                     |         |         |                                           |      |          |      |
| Бухенбах | Аммербух | Вайль-им-Шёнбух | Штайнхайм-ам-Альбух | Кюкельс | Буххейм | Бальцхольц (нем. Balzholz), район Бойрена | Буох | Манхаген | Вабс |

|       |                   |            |               |                  |           |           |           |
| Бюхиг | Бухен (Оденвальд) | Вальденбух | Фридрихсхафен | Блумберг (город) | Бад-Бухау | Райхенбух | Зилленбух |

- - в земле Бавария:
    - Бюхенбах — коммуна и один из её районов[18];
    - Бух-ам-Вальд, Роттенбух, Ротенбух, Бухдорф, Хаймбухенталь, Бух-ам-Бухрайн, Хагенбюхах, Райтенбух, Бух, Бухбах — коммуны;
    - Бухбах — округ коммуны Штайнбах-ам-Вальд;
    - Бухлоэ — город;
    - Эрлбах нем. Erlbach — район города Эттинген;

|              |           |         |               |                |            |           |                 |                                         |
| Бух-ам-Вальд | Роттенбух | Бухдорф | Хаймбухенталь | Бух-ам-Бухрайн | Хагенбюхах | Райтенбух | Хоэнпайссенберг | Бухбах, округ коммуны Штайнбах-ам-Вальд |

|          |                  |     |        |         |           |          |               |          |
| Ротенбух | Коммуна Бюхенбах | Бух | Бухбах | Пуххайм | Обераурах | Цайтлофс | Штефанспошинг | Бухбрунн |

|             |        |
| Вальдмюнхен | Эрлбах |

- - в земле Берлин:
    - Бух и Францёзиш-Буххольц — районы Берлина;

|     |                    |
| Бух | Францёзиш-Буххольц |

- - в земле Бранденбург:
    - Меркиш-Буххольц — город;

|               |                 |         |           |
| Риц-Нойендорф | Меркиш-Буххольц | Шлепциг | Гросрешен |

- - в земле Гессен:
    - Бюхенб — район города Штайнбах;
    - Вашенбухен (нем. Wachenbuchen) — часть Майнталя;
    - Бухшлаг — район коммуны Драйайх;

|       |          |         |                           |            |
| Нисте | Хофбибер | Бухшлаг | Бюхенбах, район Штайнбаха | Вашенбухен |

- - в земле Мекленбург — Передняя Померания[19]:
    - Альт-Буков — коммуна;
    - Нойбуков — город;

|            |           |        |          |
| Альт-Буков | Кухельмис | Землов | Нойбуков |

- - в земле Саксония-Анхальт:

|     |        |
| Оре | Меллин |

- - в земле Нижняя Саксония:
    - Бокель, Бокхорст, Бухгольц — коммуны;
    - Бухгольц-ин-дер-Нордхайде — город;
    - Бокелох (нем. Bokeloh (Wunstorf)) — село, часть города Вунсторф, название означает «буковый лес»;

|                                                          |
| Ханкенсбюттель (округ) (нем. Samtgemeinde Hankensbüttel) |

|        |          |       |           |             |          |          |        |
| Бокель | Бокхорст | Оттер | Графхорст | Мариенхаген | Штаймбке | Бухгольц | Витмар |

|                           |         |                                                      |                              |                        |
| Бухгольц-ин-дер-Нордхайде | Бокелох | Миленхаузен (нем. Mielenhausen), часть Ганн. Мюндена | Хемкенроде (нем. Hemkenrode) | Дештедт (нем. Destedt) |

- - в земле Северный Рейн-Вестфалия:
    - Бохольт — город;
    - Бёкенфёрде (нем. Bökenförde) — район города Липпштадт;
    - Бухен (район) (нем. Buchen (Siegen)) — район города Зиген;
    - Бокум-Хёфель (нем. Hamm-Bockum-Hövel) — район города Хамм;
    - Боке — район города Дельбрюк;
    - Бохольд (нем. Essen-Bochold) — район города Эссен;

|         |            |       |              |      |         |                                       |
| Бохольт | Бёкенфёрде | Бухен | Бокум-Хёфель | Боке | Бохольд | Хёзель (нем. Hösel), район Ратингена; |

- - в земле Рейнланд-Пфальц;
    - Хамбух, Бюхенбойрен, Бух — коммуны;

|        |             |     |              |           |              |             |
| Хамбух | Бюхенбойрен | Бух | Даксенхаузен | Берлинген | Клайнмайшайд | Валлертхайм |

- - в земле Шлезвиг-Гольштейн:
    - Бюхен — амт и коммуна;
    - Бёкслунд, Бокхольт-Ханреддер, Бокельрем, Бокхорст, Бухгорст, Бокзее, Бокель — коммуны;
    - Бёклунд (амт) (нем. Amt Böklund), Бокхорст-Ванкендорф (нем. Amt Bokhorst-Wankendorf) — амты;

|       |          |                    |           |          |          |        |          |
| Бюхен | Бёкслунд | Бокхольт-Ханреддер | Бокельрем | Бокхорст | Бухгорст | Бокзее | Понсдорф |

|         |        |           |       |              |           |             |       |
| Грауэль | Винзен | Эликсдорф | Драге | Фёрден-Барль | Рольсторф | Бродерсдорф | Зёрен |

|          |            |           |        |         |           |        |
| Зофинхам | Хольцбунге | Баргштедт | Бокель | Рехорст | Хамфельде | Кётель |

|       |         |                     |                                   |
| Бюхен | Бёклунд | Бокхорст-Ванкендорф | Селент (нем. Amt Selent/Schlesen) |

- - в земле Тюрингия:

|               |            |            |
| Клайнбартлофф | Фолленборн | Вольфсберг |

- в Австрии:
  - Бух — коммуна;
  - Бух-Йенбах — коммуна в федеральной земле Тироль;
  - Бух-Гайзельдорф — коммуна в федеральной земле Штирия;
  - Бухкирхен — коммуна в федеральной земле Верхняя Австрия;

|     |            |                 |     |         |           |                       |                           |
| Бух | Бух-Йенбах | Бух-Гайзельдорф | Пак | Гшнайдт | Бухкирхен | Санкт-Йохан-на-Вальде | Пишельсдорф-на-Энгельбахе |

- в Словакии:
  - Буковске Врхи — горный массив, Вельки Буковец — гора;

- в Чехии:
  - Бук под Боубеном (нем. Buk pod Boubínem) и Бук у Прерова (нем. Buk u Přerova) — гемайндены;
  - Бук (Йиндржихув-Градец) (нем. Buk (Jindřichův Hradec)) — восточная часть города Йиндржихув-Градец и две гмины;
  - Буковани — два города, село и часть города Нови-Бор района Ческа-Липа;
  - Буковина над Лабем (чеш. Bukovina nad Labem) — район;
  - Бучина (нем. Bučina) — село в окрестностях города Високе-Мито;

|                                             |                                                          |                                                         |                                                          |                    |                                                              |        |
| Гемайнден Буковец (Стропков) (нем. Bukovce) | Город Буковани (Годонин) (чеш. Bukovany (okres Hodonín)) | Село Буковани (Оломоуц) (чеш. Bukovany (okres Olomouc)) | Город Буковани (Соколов) (чеш. Bukovany (okres Sokolov)) | Буковина над Лабем | Буковец (Фридек-Мистек) (чеш. Bukovec (okres Frýdek-Místek)) | Бучина |

- в Польше:
  - Бук — гмина и её административный центр, три села и два посёлка;
  - Буковско — гмина в Подкарпатском воеводстве;
  - Буковно — гмина в Малопольском воеводстве;

|     |          |         |         |       |                                     |
| Бук | Буковско | Буковно | Буковец | Добра | Старе-Чарново (пол. Stare Czarnowo) |

- в Венгрии и Румынии:
  - Бюк — горный массив и город в Венгрии, деревня в Румынии;
  - Магас-Бюк (венг. Magas-bükk) — гора в Восточных Карпатах;
  - Баконь — горный массив;
  - Бюкобрани (венг. Bükkábrány) — деревня;
- во Франции:
  - Ауффау и Фей — коммуны;
  - Hautefage-la-Tour (фр. Hautefage-la-Tour) — коммуна в департаменте Ло и Гаронна, название можно перевести как «высокий бук»;
  - Фаукс-Фрезнау (фр. Faux-Fresnay) — коммуна в департаменте Марна (департамент);

|                     |     |               |                  |            |             |
| Ауффау (фр. Auffay) | Фей | Фаукс-Фрезнау | Сент-Жуст-Ибарре | Вильнувель | Бульт-о-Буа |

- в Хорватии:
  - Скрадинский Бук, Билушич Бук, Корика Бук — водопады на реке Крка;
- в Сербии:
  - Букулья (англ. Bukulja) — гора, потухший вулкан;
- в Испании:
  - Фачека — муниципалитет;
  - Лос-Файос — муниципалитет.

|                 |        |          |         |           |             |       |
| Басабуруа-Майор | Селайя | Песагеро | Балейра | Лос-Файос | Ла-Вилуэния | Видра |

- В Дании:
  - Фруэнс Бёге — пригород города Оденсе;

|                                     |                                       |                                           |                                           |
| Персторп (нем. Perstorp (Gemeinde)) | Толларпс (швед. Tollarps landskommun) | Норра Асбо Хэрад (швед. Norra Åsbo härad) | Сёдра Асбо Хэрад (швед. Södra Åsbo härad) |